# Castelvecchio Pascoli
Castelvecchio Pascoli é uma fração comunal da comuna de Barga, província de Lucca, Toscana, Itália, no Vale do Serchio, aonde o poeta Giovanni Pascoli comprou a casa "Cardosi-Carrara".

## História
Giovanni Pascoli passou muito tempo em Castelvecchio, dedicando-se à poesia e aos estudos em literatura clássica: são famosos as três escrivaninhas onde ele trabalhava em Latim, Grego e Italiano). Aqui ele parecia ter finalmente reconstituído o "ninho" destruído de San Mauro.
A coletánea de poemas "Canti di Castelvecchio" é cheia de referências autobiográficas e cenas de vida de campo e nos termos dialectais dos moradores de Barga. O lema inicial, è o mesmo que em "Myricae", é: "Arbusta iuvant humilesque myricae". Dessa forma, Pascoli recupera o assunto com a coleção anterior e a poética do "fanciullino" (o menino, mas acentuando seu valor simbólico.
A Casa Museu Pascoli permanece até hoje. Giovanni Pascoli e sua irmã Mariù estão enterrados na capela adjacente.

## Transportes
Castelvecchio Pascoli faz fronteira com a estrada regional 445 da Garfagnana e passa pela estrada provincial 7.
Tem também uma estação ferroviária, servida por trems Trenitalia que percorrem o caminho de ferro Lucca-Aulla como parte do contrato de serviço com a região da Toscana.